# 移動星群
移動星群是天文學所謂有著相似年齡、金屬量和運動（徑向速度和自行）的一群恆星。因此，在移動星群中的恆星可能幾乎在同一時間從同樣的氣體雲中形成，但它們組成的星團隨即被潮汐力打亂掉。

## 介紹
多數的恆星在擁有數打至數十萬顆成員的星協或星團中形成，已經被廣泛的接受。這些星協和星團會隨著時間的流逝而失去一些組織鬆散但性質相近的成員，成為移動星群。移動星群的觀念是在1960年代由奧林·艾根首先提出的（Eggen 1965）。移動星群有些很年輕（5,000萬年，劍魚座AB移動星群），也有很老的(20億年，HR 1614移動星群)。鄰近的移動星群表已經由López-Santiago等人編輯完成（2006）。